# مارك نيلسن (تنس)
مارك نيلسن (بالإنجليزية: Mark Nielsen)‏ مواليد 8 أكتوبر 1977 في أوكلاند، هو لاعب كرة مضرب نيوزلندي سابق بدأ مسيرته كمحترف سنة 1997 وكان يلعب باليد اليمنى. أعلى تصنيف له في الفردي كان المركز الـ 172 في سنة 2000. أعلى تصنيف له في الزوجي كان المركز الـ 171 في سنة 2003.

## النهائيات

### الزوجي: (3)
| الرقم | السنة | الدورة                         | الأرضية | الشريك           | المنافس في النهائي          | النتيجة في النهائي |
| ----- | ----- | ------------------------------ | ------- | ---------------- | --------------------------- | ------------------ |
| 1.    | 2000  | فايدن إن در أوبربفالز، ألمانيا | ترابية  | أندريه ستولياروف | دانيال إيلسنر أندي فاهلك    | 7–5, 6–3           |
| 2.    | 2002  | سول، كوريا الجنوبية            | صلبة    | جايمون كراب      | فيديريكو براون روجير فاسن   | فوز سهل            |
| 3.    | 2005  | تولياتي، روسيا                 | صلبة    | سكوت ليبسكي      | فلافيو تشيبولا ماسيمو أوسرا | 6–2, 6–3           |

## روابط خارجية
- مارك نيلسن على موقع رابطة محترفي التنس (الإنجليزية)
- مارك نيلسن على موقع الاتحاد الدولي لكرة المضرب (الإنجليزية)
- مارك نيلسن على موقع خلاصة التنس.كوم (الإنجليزية)